# Administració institucional
L'administració institucional a Espanya és l'administració pública que es diferencia de l'administració territorial. Són totes les entitats i òrgans controlats per l'administració pública (estatal, autonòmica o local) que s'encarreguen de serveis públics o activitats específiques. Les administracions institucionals sorgeixen perquè les administracions territorials descentralitzen les funcions públiques en altra organització. Aquestes organitzacions exerceixen la funció o la prestació del servei.
Es diferencia de l'administració pública perquè pot ser mercantil o públic, de manera que el règim jurídic, públic o privat, al qual és sotmès pot ser diferent. Solament poden actuar perseguint les finalitats per a les quals van ser creats. El fenomen de creació d'aquestes entitats és anomenat descentralització funcional. Estan tutelats per l'estat però no hi estan subordinats. Tampoc hi ha cap norma específica de control.
Les característiques d'aquestes són:
- Especialitat en les seues finalitats.
- Personalitat jurídica diferent de l'administració que les crea.
- Dependència respecte l'administració territorial, car són els seus instrumentals.

## Història
Aquests organismes foren creats per a agilitzar la prestació de serveis públics.
L'origen remot d'aquestes administracions es troba en les fàbriques reial del segle xviii creades per a foment de la indústria.
El segle xix s'importà la idea francesa de crear establiments públics per a gestionar serveis assistencials. Aquests establiments tenien personalitat jurídica pròpia perquè atragueren donacions als seu patrimoni i amb funcionaris amb independència per a la seua gestió. També van aparèixer les caixes especials, que eren òrgans administratius que recaptaven ingressos i pagaven a qui se'ls "eximia del compliment dels principis pressupostaris d'unitat de caixa i especialitat".
L'Estatut Municipal de 1924 regulà la municipalització de serveis i l'administració d'aquests mitjançant empreses privades d'àmbit municipal. Durant la dictadura de Primo de Rivera van haver moltes empreses mixtes que gestionaven serveis públics monopolitzats (un exemple és la CAMPS) i organitzacions com les Confederacions Hidrogràfiques que exercien funcions públiques. El 1941, es creà l'Institut Nacional d'Indústria (INI). L'INI creava empreses estatal en la forma de societats anònimes.
A mitjan segle xx, s'utilitzaven les administracions instrumentals per a finalitats molt distintes, presentant-se un panorama molt heterogeni. Foren creades i regulades amb la seua llei o decret del govern. Exemples de l'època són: la SEAT (fàbrica de cotxes), RENFE (gestionar el transport per ferrocarril) i la Fàbrica Nacional de Moneda i Timbre. El 1958 va aprovar-se la Llei, de 26 de desembre, d'Entitats Estatals Autònomes (LEEA), que les classificava en: serveis administratius sense personalitat jurídica i amb autonomia de gestió excloses del règim de pressupost (hereves de les caixes especials), els organismes autònoms i les empreses nacionals. Fora de la classificació quedaven altres ents instrumentals, anomenats "ens apàtrides".
La Llei General Pressupostària de 1977 eliminà el primer tipus d'entitat de la classificació de la LEEA i creà altra classificació: organismes autònoms (de caràcter administratiu o de caràcter comercial, industrial, financer o anàleg), societats estatals (que podien tindre forma de societats mercantils o d'entitats de dret públic subjectes a l'ordenament jurídica privat) i la resta dels ens del sector públic.
Més endavant s'aprovà la Llei 6/1997, de 14 d'abril, d'organització i funcionament de l'administració general de l'estat (LOFAGE). La Llei 14/2000, de 29 de desembre, va incloure una nova forma d'ens instrumental: la fundació pública.
La Llei 57/2000, de 16 de desembre, de mesures per a la modificació del govern local adaptà la regulació dels ens instrumentals locals a la classificació de la LOFAGE.

## Classificació
Les institucions públiques espanyoles es poden classificar de la següent manera: ens corporatius, organismes autònoms, empreses públiques, fundacions públiques, ens públics atípics i altres ens públics. Altrament, la Llei 6/1997 d'Organització i Funcionament de l'Administració General de l'Estat les classifica en:
- Organismes autònoms: són organismes públics amb activitat principalment administrativa. Estan sotmesos al dret administratiu.
- Entitats públiques empresarials: són organismes públics que presten serveis o produeixen béns susceptibles de contraprestació econòmica. Estan sotmesos al "dret privat excepte en relació amb l'exercici de potestats públiques i determinats aspectes del seu funcionament, que es regeix pel dret públic".
- Societats mercantils públiques: són societats mercantils amb capital majoritàriament d'una administració pública.[6]
- Fundacions públiques: són fundacions amb participació majoritari d'una administració pública.
- Ens públics atípics: la resta d'ens.

La classificació de la Llei 6/1997 s'aplica solament a les de l'administració estatal i local perquè les lleis de l'autonòmica regulen la seua pròpia.

### Corporacions o ens corporatius
Les corporacions poden ser corporacions simples o corporacions de corporacions. Les raons de la seua creació poden ser objectives (com les Cambres Oficials) o subjectives o personals (com els Col·legis Professionals).
L'organització està establerta per elles mateixes i depenen solament de l'administració pública per relació tutelar. Així, solen estar adscrites a conselleries o departaments ministerials. L'organització sovint consisteix en un president, un òrgan col·legiat i l'assemblea.

Col·legis professionals
Els col·legis professionals espanyols estan prevists a la Constitució espanyola de 1978 (art. 36). Estan regulats per la Llei de Col·legis Professionals de 13 de febrer de 1974 (modificada per la Llei 74/1978, de 26 de desembre) més les normes que regulen la professió, els estatuts generals aprovats pel Govern i els estatuts particulars aprovats pel Consell General.
L'òrgan de govern són els Consells Generals, que representen tots els col·legis de la mateixa professió i tenen un president elegit pels òrgans de cada col·legi. Els estatuts contenen la figura del president, anomenat Degà, que és el representant legal; la Directiva, Junta Directiva o de Govern i una Assemblea General formada per tots els membres.

Cambres de comerç
La cambra de comerç està formada per tothom (persona física i jurídica) que contribueix al Tresor Públic per l'exercici d'una activitat mercantil, industrial, de serveis o naviea en la demarcació de la corporació. La seua meta és defensar els interessos generals relatius al comerç, indústria i navegació de les ciutats que les creen. A més de perseguir tal finalitat, presenten serveis, com és l'assessoria jurídica, econòmica, tècnica i formació, etc.
Estan formades per: Ple (governa i representa la cambra i fixa les directrius d'actuació comarcal), Comité Executiu (gestiona i administra la cambra) i un President (representa legalment i executa els acords).

### Organismes autònoms
Entitats de dret públic creades mitjançant una llei que gaudeixen d'independència respecte l'Estat quant al patrimoni i en matèria jurídica. La seua finalitat és organitzar i administrar algun servei públic, els fons adscrits a aquest i determinats béns estatals (siguen patrimonials o de domini públic). Formen part de l'estat malgrat que no s'identifiquen amb la seua administració.
Es poden classificar segons les seues competències:
- Establiments concrets independents que poden formar col·lecitus homogenis. Exemple: Confederació Hidrogràfica.
- Instituts crear per a determinades finalitats econòmiques i socials de l'estat. Exemple: l'antic Institut Nacional d'Indústria.
- Serveis administratius dodats en part o totalment de subvencions que tenen al seu càrrec l'administració i distribució dels fons. Exemples: Patronats i Caixes d'estalvis.[11]

Se solen organitzar seguint algun dels dos models predominants: una estructura de reduït volum orgànic i un altre per a organismes públic de major entitat.
El control sobre aquestes institucions es fa als parlaments. Es fa un control pressupostari, financer, judicial i comptable. El propi organisme públic redacta el seu pressupost i és sotmès al Departament que està adscrit. Després de ser pronunciat, el pressupost és enviat al Ministeri d'Economia i Hisenda i finalment al Consell de Ministres. Fan la comptabilitat de la seua gestió i és sotmès al Tribunal de Comptes espanyol.

### Empreses públiques
També conegudes com a societats estatals, són organismes constuïts directament per l'estat o mitjançant els organismes autònoms per a desenvolupar activitats econòmiques.
Generalment es constitueixen com a societats anònimes. Aquestes tenen un director o president i un consell d'administració. Aquest consell pot nomenar-lo el govern o el ministeri corresponent. També és comú que hi haja un Delegat del Govern per a defendre els interessos públics en la gestió i per a controlar-la. Les que no són societats anònimes tenen una estructura peculiar.

### Fundacions públiques
La Llei 30/1994 de Fundacions i la Llei 50/2002, de 26 de desembre de Fundacions, permetien que les administracions públiques en puguen crear. S'ha generalitzat l'ús d'aquestes entitats públiques per a gestionar hospitals a partir de la llei 15/1997, de 25 d'abril.

### Ens públics atípics
La Llei General de Pressupostos es refereix als ens públics atípics estatals i la LOFAGE els tracta en les disposicions addicionals 6, 8, 9 i 10. Exemples són: l'Agència Estatal de l'Administració Tributària i la Seguretat Social.

### Altres ens públics
Les mancomunitats de municipis i els consorcis són altres ens públics que queden fora d'aquesta classificació. Es caracteritzen pel fet que diversos ens públics territorials participen en la seua creació.
Les mancomunitats de municipis estan regulats per l'art. 44.1 de la Llei reguladora de las Bases del Régimen Local (LRBL). Els municipis tenen reconegut el dret a associar-se entre ells per a fer obres i serveis en comú. Estan regits pels seus estatuts, que regulen l'àmbit territorial, la finalitat, la competència, els òrgans de govern, els recursos, la duració i altres aspectes. La legislació autonòmica determina el procediment d'aprovació, modificació i supressió dels estatuts d'aquestes entitats.
Els consorcis són associacions d'ens públics de diversa naturalesa i de particulars. Foren regulats per primera vegada el 1955 amb el Reglament de Serveis de les Corporacions Locals. Posteriorment fou regulat per l'art. 87 de la LRBL els regula en l'art. 87 i l'art. 110 del Text Refòs de Règim Local (TRRL), aprovat pel Reial Decret Legislatiu 781/1986, de 18 d'abril.

### Administracions independents
Les administracions independents són tipus recent de l'administració instrumental espanyola que es diferència per la seua independència respecte el poder executiu. Ve donat per inspiració de la política anglosaxona. Estan regulats breument en l'apartat 2 de la Disposició Addicional Dècima de la LOFAGE.